# 勒奈松
勒奈松（法語：Renaison，法語發音：[ʁənɛzɔ̃]）是法国卢瓦尔省的一个市镇，位于该省西北部，属于罗阿讷区。

## 地理
勒奈松（46°3'7"N, 3°55'29"E）面积23.04 平方千米，位于法国奥弗涅-罗讷-阿尔卑斯大区卢瓦尔省，该省份为法国中南部省份，北起顺时针与索恩-卢瓦尔省、罗讷省、伊泽尔省、阿尔代什省、上盧瓦爾省、多姆山省和阿列省接壤。
与勒奈松接壤的市镇（或旧市镇、城区）包括：旧圣昂、阿尔孔、莱诺、普伊莱诺南、圣安德烈达普雄、圣昂勒沙泰勒、圣里朗、圣罗曼拉莫特。
勒奈松的时区为UTC+01:00、UTC+02:00（夏令时）。

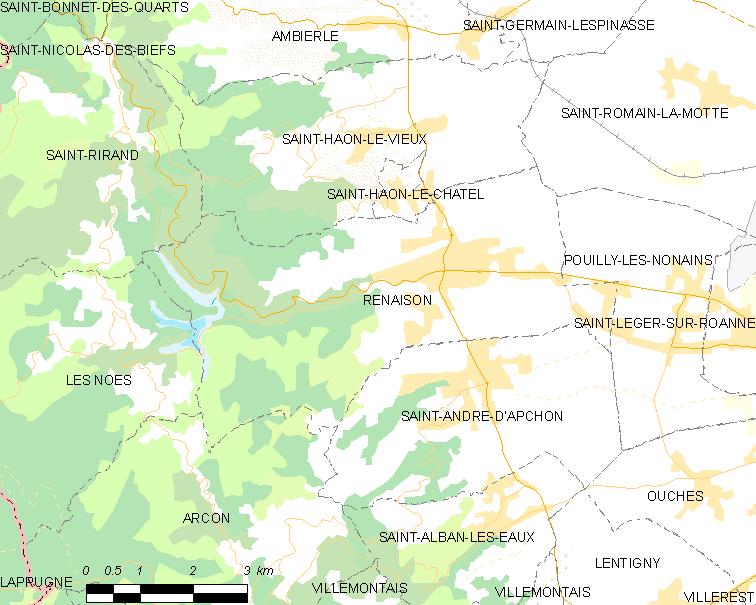
勒奈松的OSM定位图

## 行政
勒奈松的邮政编码为42370，INSEE市镇编码为42182。

## 政治
勒奈松所属的省级选区为勒奈松县。

## 交通
卢瓦尔省省道D8线、D9线、D39线和D47线在勒奈松交汇。

## 人口

1962-2008年间勒奈松人口变化图示

勒奈松于2022年1月1日时的人口数量为3220人。

## 友好城市
- 瑞士 格吕耶尔
- 多哥 帕古达